# Nina Tonnerre
Nina Tonnerre est une série de bande dessinée française du genre humoristique (gags en une planche).

## Résumé
Nina Tonnerre est une petite fille à l'imagination débordante. Passionnée de cinéma, de science-fiction, de fantastique, de jeux vidéo, chaque situation de la vie quotidienne est le prétexte à de grandes aventures imaginaires, en compagnie de ses deux amis Marcus et Klatou.

## Albums
- Tome 1 : Le Trio de l'Apocalypse (janvier 2008)
- Tome 2 : La Tête Dans les Etoiles (février 2009)